# Thiemo Storz
Thiemo Storz (ur. 12 października 1991 roku w Tettnang) – niemiecki kierowca wyścigowy.

## Kariera
Storz rozpoczął karierę w wyścigach samochodowych w 2008 roku od startów we Włoskiej Formule Light 2000, Trofeum Zimowym Włoskiej Formuły Light 2000 oraz edycji zimowej Włoskiej Formuły Renault. Z dorobkiem odpowiednio 72, 37 i 24 punktów uplasował się tam odpowiednio na czternastej, czwartej i siódmej pozycji w klasyfikacji generalnej. W późniejszych latach pojawiał się także w stawce Włoskiej Formuły Renault, Szwajcarskiej Formuły Renault 2.0, Formuły Palmer Audi oraz Formuły 2.
W Mistrzostwach Formuły 2 wystartował w 2011 roku. Uzbierane dziewiętnaście punktów dało mu dwunaste miejsce w końcowej klasyfikacji kierowców.

## Statystyki
| Sezon | Seria                                      | Zespół            | Wyścigi | Zwycięstwa | PP | NO | Podium | Punkty | Pozycja |
| ----- | ------------------------------------------ | ----------------- | ------- | ---------- | -- | -- | ------ | ------ | ------- |
| 2008  | Włoska Formuła Light 2000                  | CO2 Motorsport    | 4       | 0          | 0  | 0  | 0      | 72     | 14      |
| 2008  | Trofeum Zimowe Włoskiej Formuły Light 2000 | CO2 Motorsport    | 2       | 0          | 1  | 0  | 1      | 37     | 4       |
| 2008  | Zimowy Puchar Włoskiej Formuły Renault     | CO2 Motorsport    | 2       | 0          | 0  | 0  | 0      | 24     | 7       |
| 2009  | Włoska Formuła Light 2000                  | CO2 Motorsport    | 12      | 3          | 2  | 1  | 10     | 278    | 2       |
| 2009  | Szwajcarska Formuła Renault 2.0            | CO2 Motorsport    | 12      | 0          | 0  | 0  | 4      | 176    | 3       |
| 2009  | Otwarta Seria Włoskiej Formuły Light 2000  | CO2 Motorsport    | 2       | 0          | 0  | 0  | 1      | 28     | 8       |
| 2009  | Włoska Formuła Renault                     | CO2 Motorsport    | 2       | 0          | 0  | 1  | 1      | 20     | 24      |
| 2010  | Formula Palmer Audi                        | MotorSport Vision | 2       | 0          | 0  | 0  | 0      | 20     | 23      |
| 2010  | Włoska Formuła Light 2000                  | CO2 Motorsport    | 2       | 2          | 2  | 1  | 2      | 69     | 11      |
| 2011  | Formuła 2                                  | MotorSport Vision | 6       | 0          | 0  | 0  | 0      | 19     | 12      |